# غابة الأرز

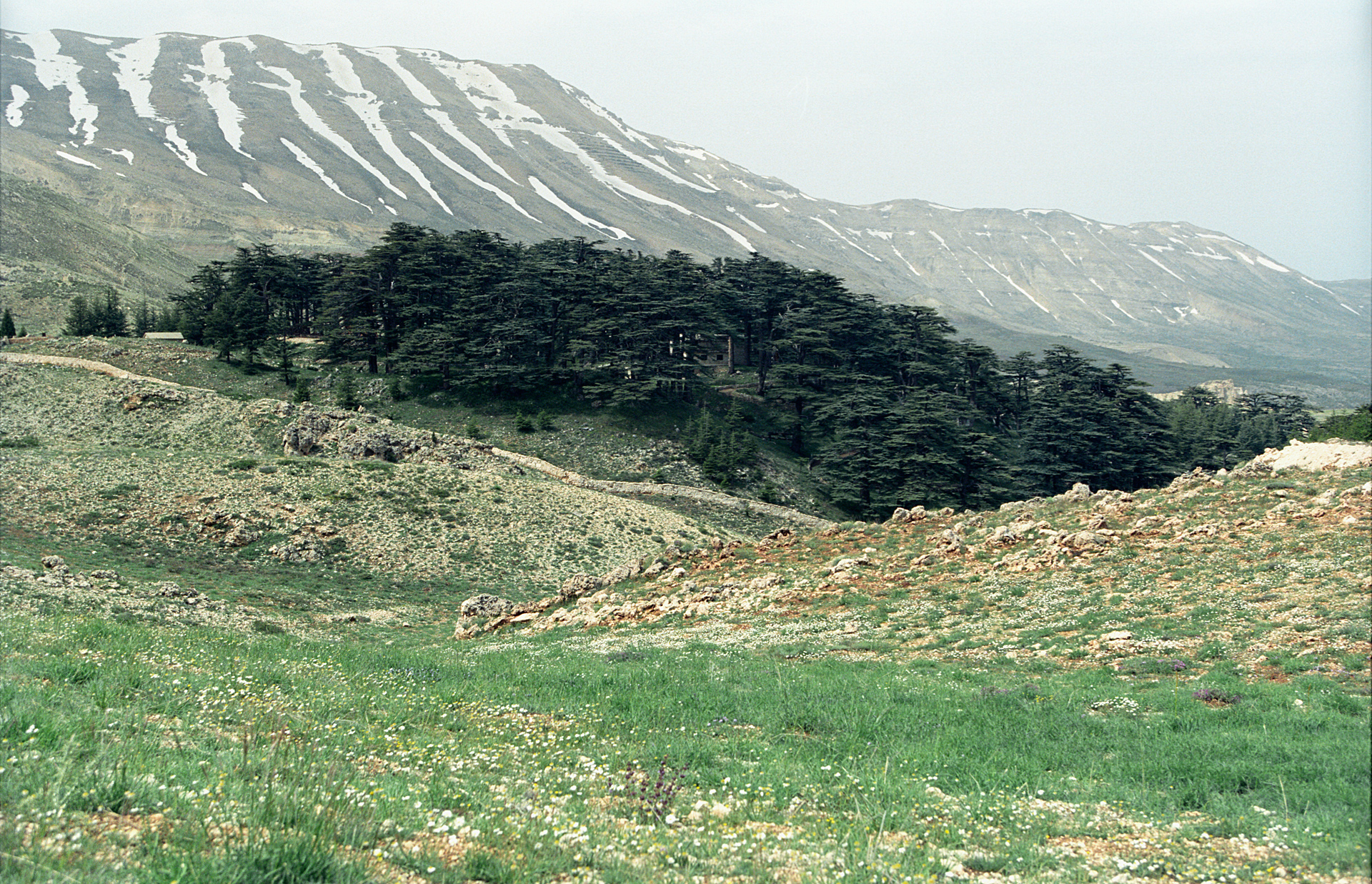
غابة أرز في لبنان

غابة الأرز (بالإنجليزية: Cedar Forest)‏ (باللغة السومرية: 𒄑 𒂞𒄑 𒌁 
«غيش ايرين غيش تير» giš eren giš tir) هي عالم مجيد لآلهة أساطير بلاد ما بين النهرين. يحرسها نصف الإله خومبابا ودخلها ذات مرة البطل جلجامش الذي تجرأ على قطع الأشجار من مدرجاتها العذراء أثناء سعيه وراء الشهرة. تحدثت الألواح الطينية الرابعة والخامسة والسادسة من ملحمة جلجامش عن غابة الأرز.
تتحدث النسخ السومرية السابقة لملحمة جلجامش عن أن جلجامش سافر شرقاً إلى جبال زاغروس في إيران (عيلام القديمة) إلى غابة الأرز، ومع ذلك فإن الألواح البابلية الأكثر شمولاً في وقت لاحق تضع غابات الأرز غرب لبنان.

## في ملحمة جلجامش

### اللوح الطيني الرابع
يروي اللوح الرابع قصة الرحلة إلى غابة الأرز. في كل يوم من رحلة الأيام الستة يصلي جلجامش للإله شمش. ردًا على هذه الصلوات، يرسل الإله شمش لجلجامش أحلامًا غريبة أثناء الليل. لم يتم الحفاظ على الحلم الأول. في الحلم الثاني، يحلم جلجامش أنه يصارع ثورًا عظيمًا يشق الأرض بأنفاسه. يفسر صديقه إنكيدو حلم جلجامش على أن الحلم يعني أن الثور شمش سيحمي جلجامش. وأما في الحلم الثالث فيحلم كلكامش:
رعدت السماوات وارتفعت الأرض
ثم جاء الظلام وسكون مثل الموت.
حطم البرق الأرض واشتعلت النيران.
فاض الموت من السماء.
لما خمدت الحرارة وانطفأت النيران
تحولت السهول إلى رماد.
تفسير إنكيدو مفقود هنا، ولكن كما هو الحال مع الأحلام الأخرى، يُفترض أنه يضع تفسيرا إيجابيًا للحلم البركاني. يعتبر الحلم الرابع مفقودا، لكن إنكيدو يخبر جلجامش مرة أخرى أن الحلم ينذر بالنجاح في المعركة القادمة. ويعتبر الحلم الخامس مفقودا أيضًا.
عند مدخل غابة الأرز، بدأ جلجامش يرتجف من الخوف. وصلى للإله شمش، مذكرا إياه بأنه وعد نينسون بأنه سيحميه. نادى شمش من السماء، وأمر جلجامش بدخول الغابة لأن خومبابا لا يرتدي كل دروعه. يرتدي الشيطان خومبابا عادة سبع طبقات من الدروع، لكن كان حينها يرتدي طبقة واحدة فقط، لذلك كان خومبابا معرضا للخطر بشكل خاص. يفقد إنكيدو شجاعته ويرجع إلى الوراء؛ ويتقاتل مع جلجامش في قتال عظيم. عند سماع قتالهما، يأتي خومبابا مطاردًا من غابة الأرز لتحدي الدخلاء. يعتبر جزء كبير من الجهاز اللوحي مفقودا هنا. على الجزء الأول المتبقي من اللوح، يقنع جلجامش إنكيدو بضرورة الوقوف معًا ضد الشيطان خومبابا.

### اللوح الطيني الخامس
يدخل جلجامش وإنكيدو إلى غابة الأرز الجميلة الرائعة ويبدآن في قطع الأشجار. عند سماع صوت ذلك، يأتي خومبابا وهو يزأر ويحذرهما. يصرخ إنكيدو في وجه خومبابا أن الاثنين أقوى بكثير من الشيطان. لكن خومبابا الذي يعرف أن جلجامش ملك يهاجم الملك لأنه تلقى أوامر من شخص لا يشبه إنكيدو. ويحوّل وجهه إلى قناع بشع، ويبدأ خومبابا في تهديد الصديقين، ويركض جلجامش ويختبئ. يصرخ إنكيدو في وجه جلجامش، ويلهمه بشجاعة ويخرج كلكامش ويبدأ الاثنان معركتهما الملحمية مع هومبابا. يتدخل الإله شمش في المعركة ويساعد الصديقين ويهزمان خومبابا. يتوسل خومبابا بحياته وهو على ركبتيه وسيف جلجامش على حلقه ويقدم لجلجامش كل الأشجار في الغابة وعبوديته الأبدية له. بينما يفكر جلجامش في توسله، يتدخل إنكيدو ويطلب من جلجامش أن يقتل خومبابا قبل وصول أي من الآلهة لتمنعه من القيام بذلك. إذ أنه إذا قتل خومبابا فسيحقق جلجامش شهرة واسعة في كل الازمنة القادمة. يزيل جلجامش بسيفه رأس خومبابا. لكن قبل وفاته صرخ خومبابا بلعنة على إنكيدو: «من بينكما الاثنان، قد لا يعيش إنكيدو لفترة أطول، قد لا يجد إنكيدو أي سلام في هذا العالم!» سرعان ما مرض إنكيدو بعدها ومات.
قطع جلجامش وإنكيدو غابة الأرز وخاصة أطول شجر الأرز ليصنعوا بوابة أرز عظيمة لمدينة نيبور؟. ويبنيان طوفًا من خشب الأرز ويطفوان عليه على نهر الفرات راجعين إلى مدينتهم.

### اللوح الطيني السادس
بعد هذه الأحداث، جذبت شهرة جلجامش واسعة النطاق وظهوره المتألق بملابسه الثرية الانتباه الجنسي للإلهة عشتار التي تأتي إلى جلجامش وتعرض عليه أن تصبح عشيقته. يرفض جلجامش ذلك مهينا عشتار، ويذكر جميع العشاق الفانين الذين احبتهم عشتار، وتذكر المصير الرهيب الذي قابلوه جميعًا على يديها. بعد إهانة شديدة، عادت عشتار إلى الجنة وتوسلت إلى والدها إله السماء أنو، أن يسلمها الثور السماوي لتنتقم من جلجامش ومدينته:
أبي، دعني أحصل على الثور السماوي
ليقتل جلجامش ومدينته.
لأنك إن لم تمنحني الثور السماوي
سأهدم أبواب الجحيم نفسها،
سأسحق قوائم الباب واغلق الباب،
وسأدع الموتى يغادرون
وليطوف الاموات على الأرض
ويأكلون الأحياء.
سيطغى الموتى على كل الأحياء!